# Jens Flor

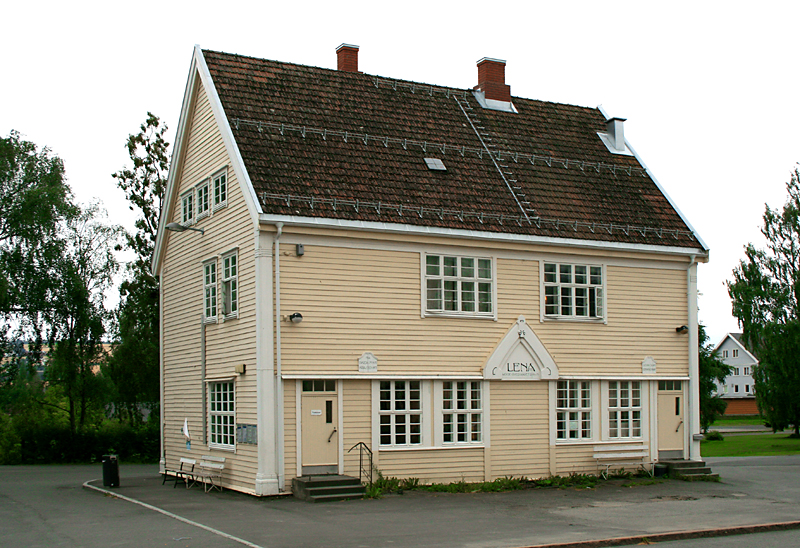
Lena station

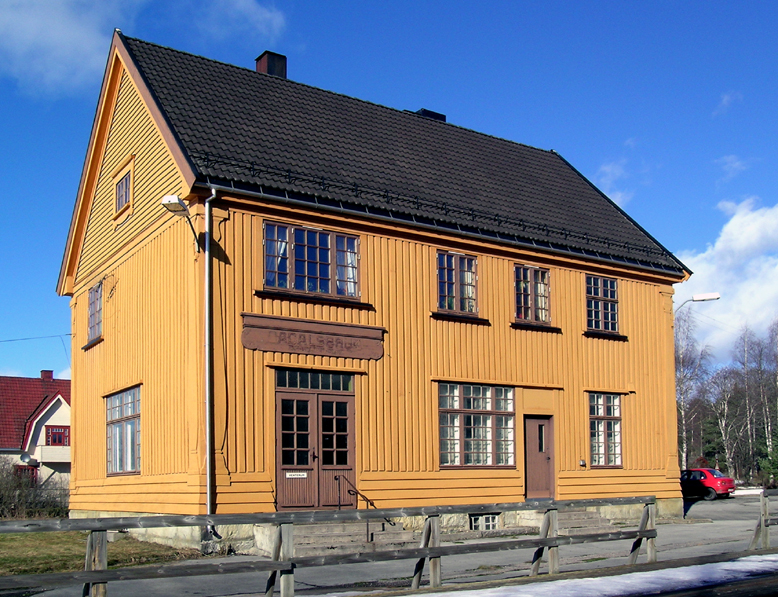
Ådalsbruks station

Jens Ludvig Paul Flor, född 1 januari 1888, död 29 maj 1952, var en norsk arkitekt. 
Jens Flor ritade framför allt järnvägsstationer, samt byggnader i Ålesund. Han anställdes omkring 1913 på Norges Statsbaners då inrättade "NSB Arkitektkontor". Där ritade han stationsbyggnader, de flesta i samarbete med kontorets chef Gudmund Hoel. De första byggnader han ritade var stationer på den nordliga delen av Dovrebanen i slutet av 1910-talet. Senare ritade han liknande byggnader för Bratsbergbanen, Sørlandsbanen, Sunnan-Grongbanen (Nordlandsbanen) och Raumabanen.
År 1917 blev Jens Flor chef för Ålesund boligråds kontor och var stadsarkitekt där 1918–1919. Han ritade en rad byggnader, flertalet som privata projekt, stilmässigt från nyklassisism till funktionalism.

## Verk i urval

### Järnvägsstationer
- Expeditionsbyggnad på Lena station, 1913 (tillsammans med Gudmund Hoel)
- Hvalstads station, 1915
- Expeditionsbyggnad på Ådalsbruks station, 1915 (tillsammans med Gudmund Hoel)
- Stationsbyggnader på norra delen av Dovrebanen, bland andra Engans hållplats 1915 (flyttad till Halsetløkka camping), Driva station 1916, Oppdals station 1916, Fagerhaugs station 1915, Ulsbergs station 1915, Berkåks station 1915, Soknedals station 1915
- Selsbakks station 1919 (tillsammans med Gudmund Hoel)
- Brusands station på Jærbanen 1919

### Ålesund
- Ny flygel till Latinskolen, Kirkegata 6, 1922, numera del av Ålesund videregående skole
- Frimurarlogen, Giskegata 12A, 1922-1923
- Spilkevigs Snøre-, Not- og Garnfabrik, Øwregata 2, 1937
- Hyreshus på Keiser Wilhelms gate 60, 1939-1941

### Ny-Ålesund
- Nordpolhotellet, 1917
- Skolen, 1919 (troligen)
- Blått hus, 1919

## Bildgalleri

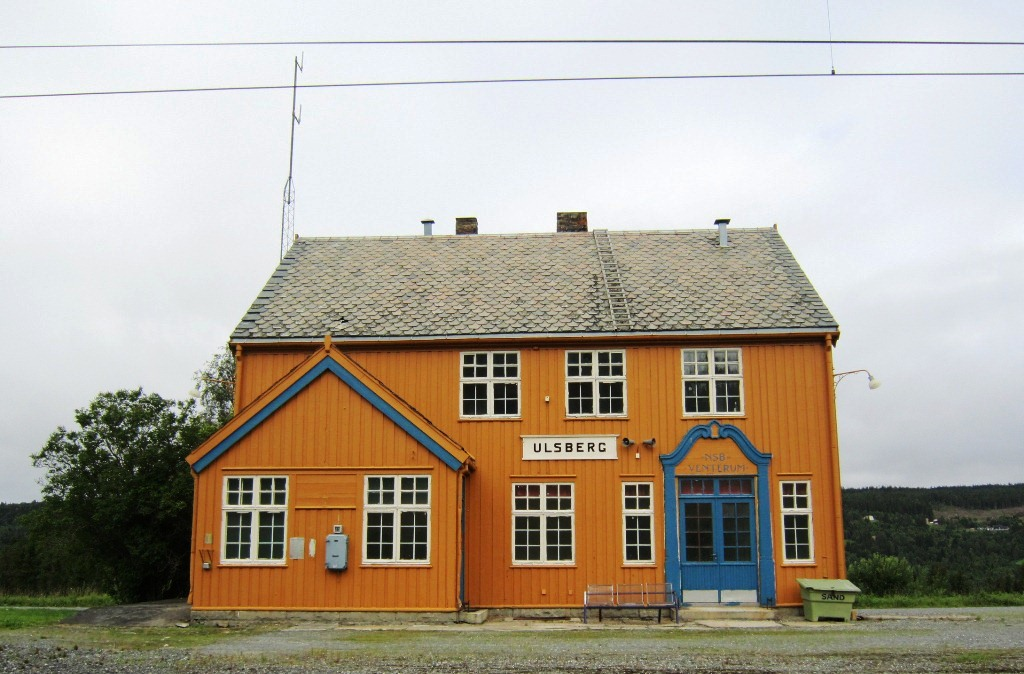
Ulsbergs station
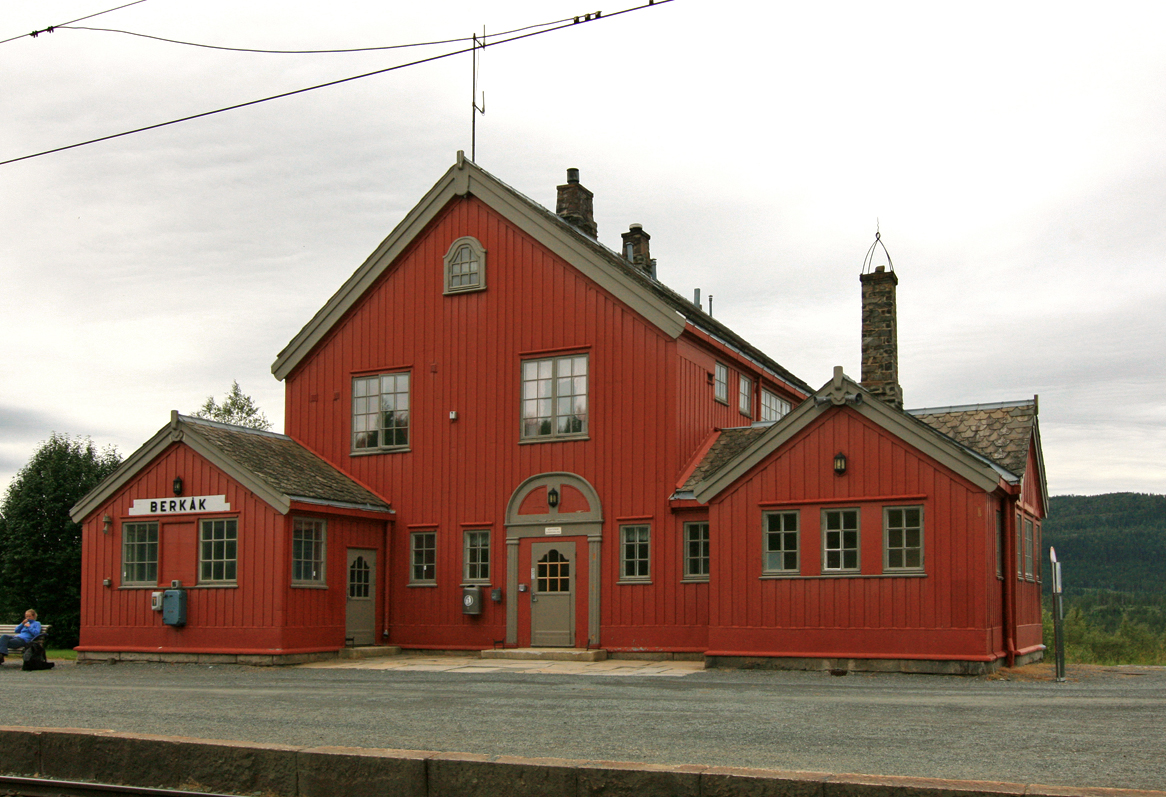
Berkåks station
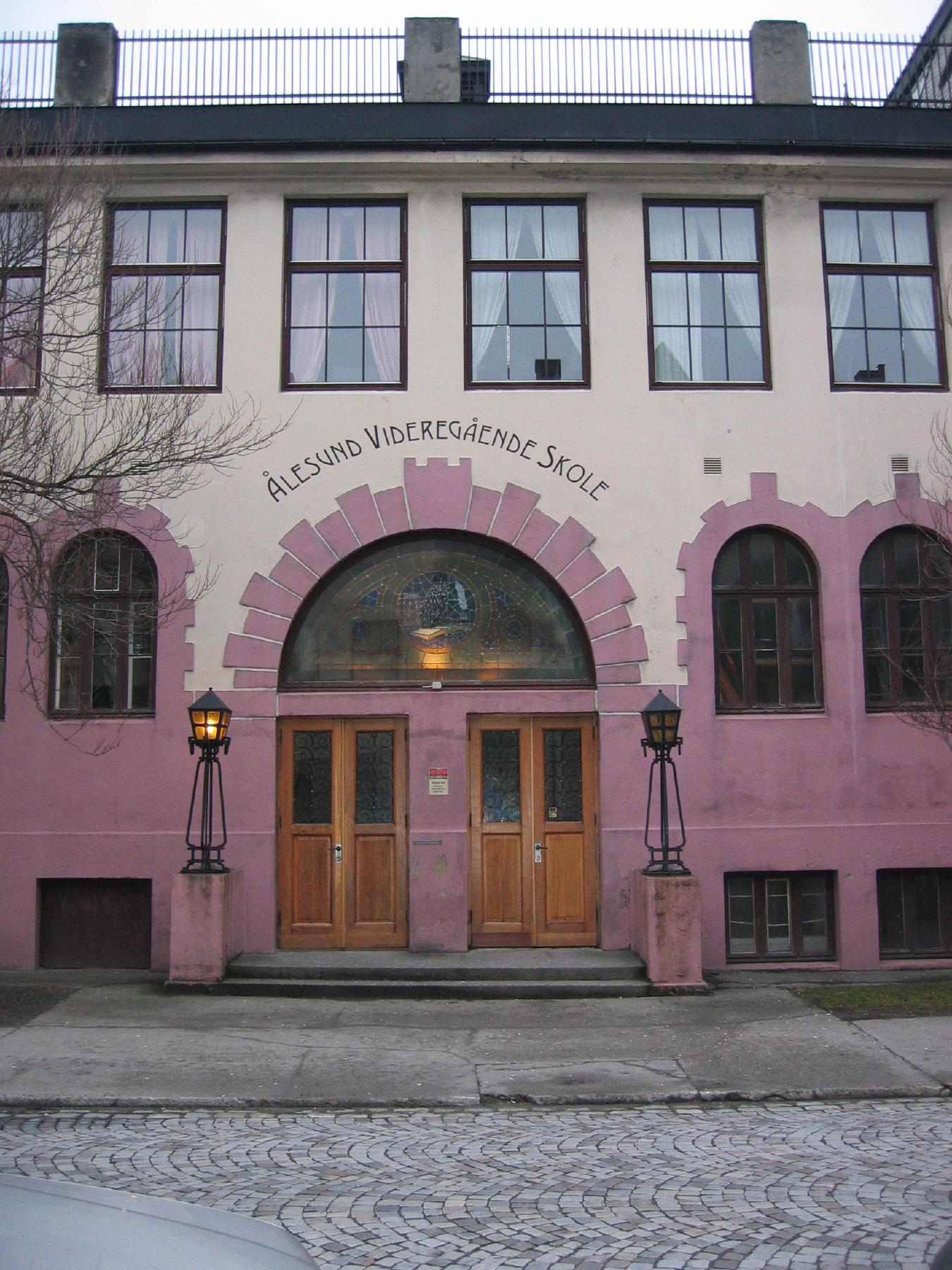
Flygel på Latinskolen i Ålesund
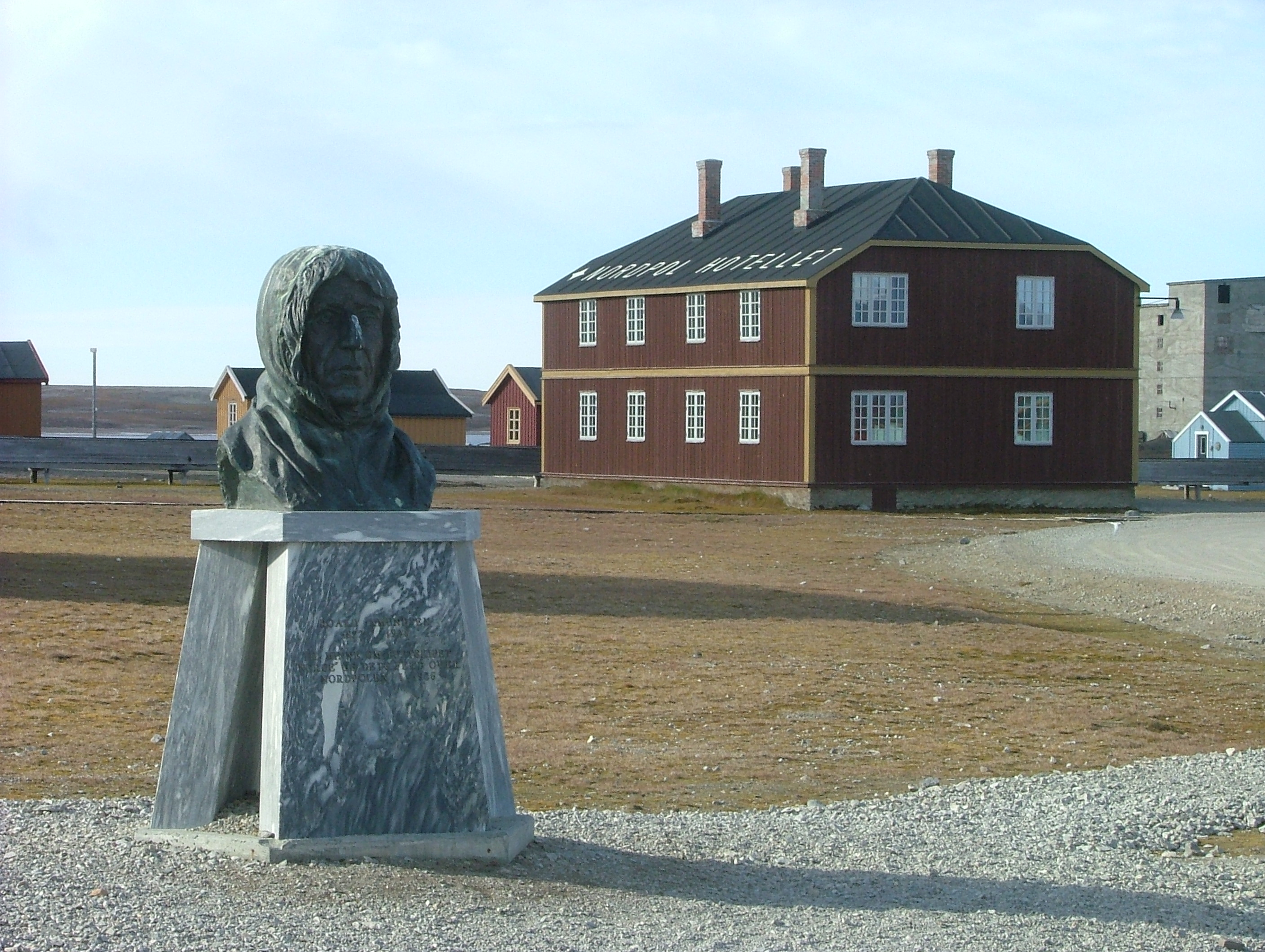
Nordpolhotellet i Ny-Ålesund
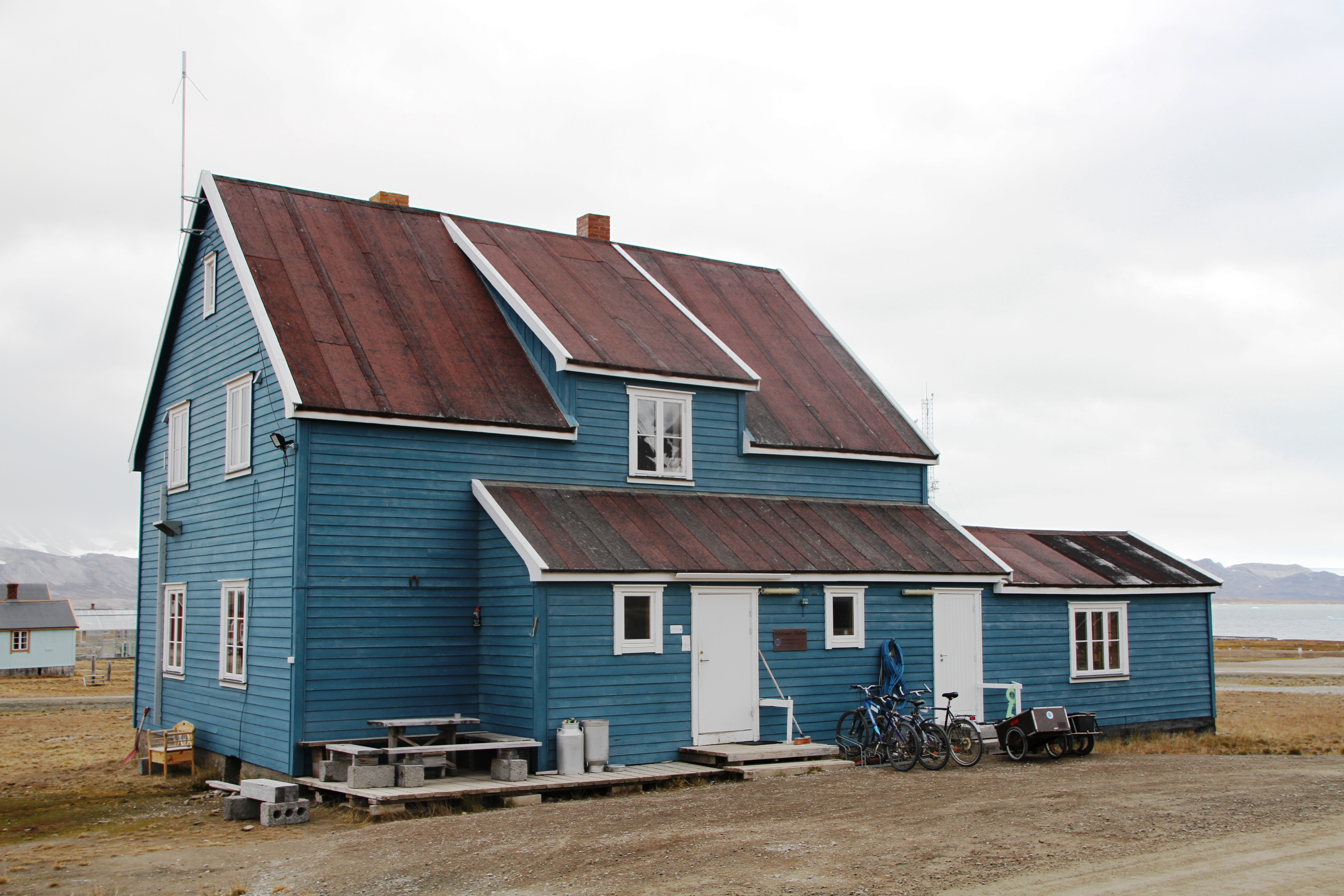
"Blått hus" i Ny-Ålesund